# Senat Schulz II
| Amt                                                                                      | Name                | Partei | Partei |
| ---------------------------------------------------------------------------------------- | ------------------- | ------ | ------ |
| Erster Bürgermeister                                                                     | Peter Schulz        |        | SPD    |
| Zweiter Bürgermeister                                                                    | Dieter Biallas      |        | FDP    |
| Behörde für Wissenschaft und Kunst                                                       | Dieter Biallas      |        | FDP    |
| Behörde für Inneres                                                                      | Hans-Ulrich Klose   |        | SPD    |
| Behörde für Vermögen und öffentliche Unternehmen und Senatsamt für den Verwaltungsdienst | Wilhelm Eckström    |        | SPD    |
| Arbeits- und Sozialbehörde                                                               | Ernst Weiß          |        | SPD    |
| Behörde für Wirtschaft, Verkehr und Landwirtschaft                                       | Helmuth Kern        |        | SPD    |
| Finanzbehörde                                                                            | Hans-Joachim Seeler |        | SPD    |
| Behörde für Jugend, Schule und Berufsbildung                                             | Günter Apel         |        | SPD    |
| Gesundheitsbehörde                                                                       | Wilhelm Nölling     |        | SPD    |
| Bevollmächtigter beim Bund                                                               | Jürgen Steinert     |        | SPD    |
| Justizbehörde                                                                            | Ulrich Klug         |        | FDP    |
| Baubehörde                                                                               | Rolf Bialas         |        | FDP    |